# Sigurd Ribbung
Sigurd Erlingsson, mais conhecido como Sigurd Ribbung (Sigurd o tosco; em nórdico antigo, Sigurðr ribbungr) (falecido em Oslo em 1226), foi um nobre norueguês, pretendente ao trono da Noruega por uma facção chamada os ribbung desde 1218 até sua morte, em oposição a Haakon IV.

## Biografia
Seu pai era Erling Steinvegg, rei dos bagler, que por sua vez se declarava filho do rei Magno V. Erling combateu contra Ingo II, rei dos birkebeiner. Ainda que os bagler nunca conseguiram o controle de todo o país, puderam dominar desde 1204 a região de Viken, no sudeste norueguês, com Oslo como sua capital. Com a morte de Erling, Sigurd e seu irmão foram propostos como os sucessores, mas a balança se inclinou a favor de Filipe Simonsson. Quando Filipe morreu em 1217, os bagler se dissolveram e reconheceram como seu soberano ao rei dos birkebeiner Haakon IV.
No entanto, alguns membros dos bagler mostraram-se relutantes em desistir e em 1218 levantaram-se em armas contra Haakon IV. Foram conhecidos como os Ribbung (os toscos ou burdos). Este grupo deu-se à tarefa de procurar a Sigurd —muito provavelmente menor de idade— e nomeá-lo seu rei. Como líder dos Ribbung, foi chamado Sigurd Ribbung. Sua rebelião constituiu um problema para o novo regime no oriente de Noruega —zona que tinha sido tradicionalmente de domínio bagler—, e duraria vários anos até que, em 1222 ou 1223, Sigurd, voluntariamente, se rendeu ante Skule Bårdsson, o comandante em chefe das forças do rei. Como prisioneiro de Skule, Sigurd esteve presente a uma reunião entre os homens mais poderosos de Noruega, celebrada em Bergen em 1223, que tinha como propósito chegar a um acordo sobre a designação do novo rei. Sigurd foi um dos quatro candidatos, mas a assembleia decidiu ratificar no trono ao jovem Haakon IV.
Não muito tempo depois, Sigurd escapou em Nidaros da custodia de Skule Bårdsson, e regressou ao fjord de Oslo, onde acendeu de novo sua rebelião. O rei Haakon conseguiu evitar que sua insurreição se propagasse, mas não pôde capturá-lo. Sigurd morreu em Oslo, em 1226, de causas naturais. Foi sucedido por Knut Håkonsson à frente dos ribbung.

## Literatura
- Sturla Þórðarson; tradução ao inglês de G.W. Dasent (1894, repr. 1964). The Saga of Hakon and a Fragment of the Saga of Magnus with Appendices. London (Rerum Britannicarum Medii Ævi Scriptores, vol.88.4).